# Gary Zimmerman
Gary Wayne Zimmerman (Fullerton, 13 dicembre 1961) è un ex giocatore di football americano statunitense che ha giocato nel ruolo di offensive tackle nella National Football League (NFL). È stato inserito nella Pro Football Hall of Fame nel 2008.

## Carriera professionistica

### USFL
Nel 1984, Zimmerman fu scelto nel secondo giro (36º assoluto) dai Los Angeles Express nel Draft USFL 1984. Conseguentemente firmò con gli Express un contratto il 13 febbraio 1984 e giocò 17 gare quella stagione, tutte come tackle sinistro titolare. Tra i suoi compagni agli Express vi era anche un anche altro futuro Pro Football Hall of Famer, il quarterback Steve Young. Gli Express persero la semifinale contro gli Arizona Wranglers e finirono la stagione regolare con un record di 10-8. Nel 1985, Zimmerman continuò a far parte degli Express, giocando 18 gare (17 come titolare) ma un misero record di 3-15 tenne fuori la squadra dai playoff.

### NFL
Durante il suo periodo nella NFL, Zimmerman divenne famoso per rifiutare qualsiasi tipo di interazione coi media. Questo rifiuto nacque agli inizi della sua carriera nella lega, dopo che alcuni commenti che Zimmerman aveva fatto sui giocatori offensivi dei Vikings dopo una sconfitta erano stati resi pubblici dai media. Zimmerman affermò che i suoi compagni gli avevano intimato di non fare più commenti negativi su di loro in pubblico, convincendo così Zimmerman a boicottare tutta la stampa sportiva rifiutando di concedersi alle interviste per tutto il resto della carriera.

### Ultimi anni
Zimmerman lasciò i Vikings per i Broncos nel 1993 e con essi rimase fino al 1997. Egli fu parte della squadra che vinse per la prima volta il Super Bowl nel 1997. Giunto nel ruolo di veterano nel 1993 in un attacco che era composto per la maggior parte da rookie, Zimmerman di fatto il leader della linea offensiva dei Broncos. Fuori dal campo, Zimmerman forzò i suoi compagni a unirsi nella sua politica di boicottaggio dei media, un fatto che durò fino al suo ritiro nel 1997.
Gary fu inserito nella Hall of Fame nel 2008, unendosi agli ex membri della USFL Reggie White, Steve Young, Jim Kelly, Marv Levy e Sid Gillman.

## Palmarès

### Franchigia
- Super Bowl : 1

Denver Broncos: Super Bowl XXXII
- American Football Conference Championship: 1

Denver Broncos: 1997

### Individuale
- Convocazioni al Pro Bowl: 7

1987, 1988, 1989, 1992, 1994, 1995, 1996
- First-team All-Pro: 5

1987, 1988, 1989, 1992, 1996
- Second-team All-Pro: 3

1986, 1993, 1995
- All-USFL: 2

1984, 1985
- Formazione ideale della NFL degli anni 1980
- Formazione ideale della NFL degli anni 1990
- Formazione ideale di tutti i tempi della USFL
- Pro Football Hall of Fame (Classe del 2008)
- I 50 più grandi Vikings
- Squadra ideale del Mall of America Field
- Formazione ideale del 50º anniversario dei Denver Broncos